# Бурзянцев, Александр Данилович
Александр Данилович Бурзянцев (19 октября 1928, хутор Ново-Преображенский, Зилаирский кантон, Уфимская губерния (сейчас — Зилаирский район, Республика Башкортостан) — 25 мая 1997, Уфа) — советский российский живописец, пейзажист. Член Союза художников СССР с 1958. Народный художник Башкирской АССР (1979), заслуженный художник РСФСР (1989) и Башкирской АССР (1966). Удостоен Республиканской премии им. Салавата Юлаева (1977).

## Творчество
Становление Александра Бурзянцева как профессионального художника происходило в конце 50-х - начале 60-х годов, в знаменательной период после падения культа личности.
В своих картинах прославлял природу Башкирии, Урала. Среди работ: «Сим-городок» (1957), «Старый уральский городок» (1959), «На реке Бианке» (1960), «На озере Кандрыкуль» (1966), «Белый снег» (1966).
С начала 1970-х гг. А. Д. Бурзянцев стал посвящать творчеству Сергею Есенину. Среди полотен этого цикла: «Весенний день. Сад поэта», 1970; «В доме Есенина», 1970; «Памяти Т. Ф. Есениной», 1980. На малой родине Поэта в с. Константиново Рязанской области в 1974 году прошла персональная выставка художника.
В 1980-х появились картины, освещающие жизнь С. Т. Аксакова: «Ледоход на Белой», 1989; «Место, где родился С. Т. Аксаков», 1989; «Буран», 1990 и др.
Местонахождение произведений в собраниях музеев и картинных галерей: БГХМ им. М. В. Нестерова (Уфа), ГТГ (Москва), ГРМ (Санкт-Петербург), ГМ С. А. Есенина (с. Константиново Рязанской обл. РФ).

## Выставки
С 1953 года — участник республиканских, декадных, зональных, всероссийских, всесоюзных и зарубежных
выставок.
Персональные выставки проходили, помимо села Константиново, в Москве (1977, 1979), Пензе (1979), Уфе (1980, 1988, 1995), Нефтекамске, Белебее, Салавате (все в 1995).

## Образование
- 1951: Пензенское художественное училище им. К. А. Савицкого (педагог И. С. Горюшкин-Сорокопудов).

## Память
В Оренбурге ул.Бурзянцева одна из центральных улиц города. Эта улица в Оренбурге названа именем Бурзянцева Михаила Николаевича, к художнику отношения не имеет.
В Уфе в 2010 году появилась улица Александра Бурзянцева.
Каждый октябрь в галерее «Мирас» в Уфе проходят дни памяти художника.